# Leonowicze (rejon nieświeski)
Leonowicze (biał. Лявонавічы, Lawonawiczy; ros. Леоновичи, Leonowiczi) – wieś na Białorusi, w obwodzie mińskim, w rejonie nieświeskim, w sielsowiecie Łań, nad Ceprą.

## Historia
W XIX i w początkach XX w. położone były w Rosji, w guberni mińskiej, w powiecie słuckim, w gminie Łań.
W dwudziestoleciu międzywojennym leżały w Polsce, w województwie nowogródzkim, w powiecie nieświeskim, w gminie Łań. W 1921 miejscowość liczyła 452 mieszkańców, zamieszkałych w 86 budynkach, w tym 444 Białorusinów, 6 Żydów i 2 Polaków. 445 mieszkańców było wyznania prawosławnego, 6 mojżeszowego i 1 rzymskokatolickiego.
Wieś położona była wówczas w pobliżu granicy ze Związkiem Sowieckim. Pochodzący ze wsi poeta Siarhiej Nowik-Piajun utworzył tu organizacje białoruskie: chór i teatr, bibliotekę, a także podziemną szkołę.
Po II wojnie światowej w granicach Związku Sowieckiego. Od 1991 w niepodległej Białorusi.